# Arc pharyngé

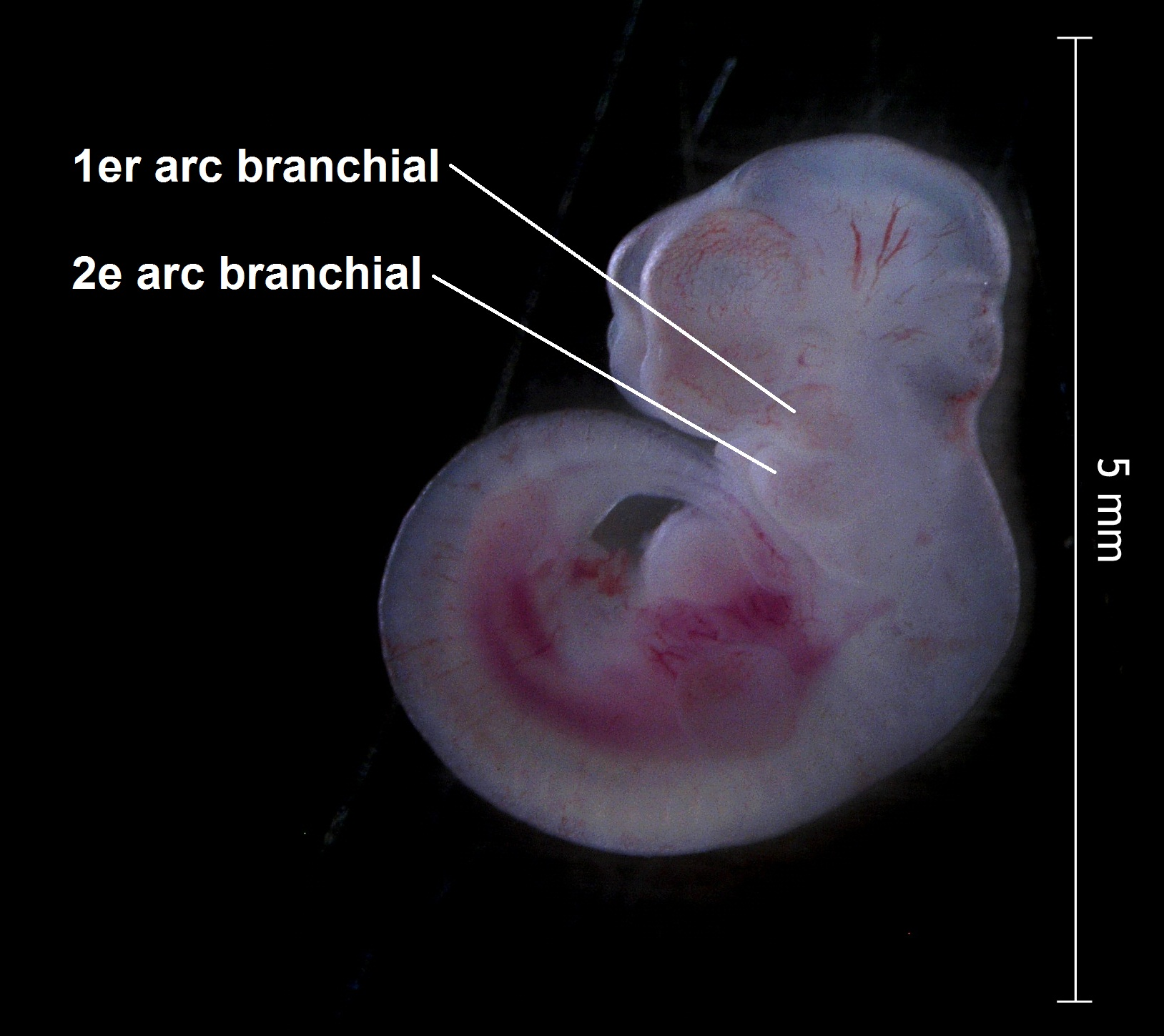
On peut voir sur cet embryon de souris (12.5 jours) les deux premiers arcs branchiaux.

L’arc pharyngé, est, chez les vertébrés, un des organes qui apparaît lors du développement du cou et de la tête. Les branchies sont formées par des arcs branchiaux sur lesquels s'insèrent des rangées de filaments (ou lamelles) branchiaux. Les arcs pharyngés se forment, chez l'Homme, à la quatrième et à la cinquième semaine du développement, donnant à l'embryon un aspect extérieur très caractéristique, et forment à l'issue de l'embryogenèse des sections de la mâchoire inférieure, de l'oreille moyenne et du larynx.

## Anatomie et développement
Au début, ils consistent en des bandes de tissus mésenchymateux dense séparés par de profonds sillons, les fentes branchiales du côté de l'ectoderme (feuillet supérieur de l'embryon) et les poches pharyngales (en) (poches branchiales) du côté de l'endoderme (feuillet inférieur) .
Chaque arc branchial est constitué d'un axe mésenchymateux tapissé extérieurement d'ectoblastes. En plus du mésenchyme d'origine locale, l'axe des arcs reçoit un contingent non négligeable de cellules de la crête neurale qui migrent dans les arcs branchiaux et vont contribuer à la formation du squelette de la face.
Il existe six paires d'arcs branchiaux numérotés de 1 à 6. Chez l'humain, la cinquième paire d'arcs a une existence transitoire au cours du développement et n'est à l'origine d'aucune structure définitive.
Les cartilages des arcs branchiaux sont constitués différemment. Le cartilage du premier arc est constitué d'une courte portion dorsale, le processus maxillaire qui s'étend jusqu'en arrière de la région oculaire et d'une plus importante portion ventrale, le cartilage de Meckel.
Les arcs branchiaux sont formés, au maximum, de quatre sous-unités : os hypobranchial, os cératobranchial, os épibranchial et os pharyngobranchial[réf. souhaitée]. De plus, chaque paire d'arc est constitué d'un noyau initial musculaire, d'un cartilage, d'un nerf spécifique et d'une artère de l'arc aortique. Les cartilages n'ont pas tous la même origine. En effet, le cartilage de la première paire (ou arc dédoublé), de la deuxième (ou arc hyoïde), de la troisième (ou arc thyroïdien) dérivent des cellules des crètes neurales contrairement à celui des quatrième et sixième paires qui dérivent du mésoderme latéral.

## Persistance à l'état adulte

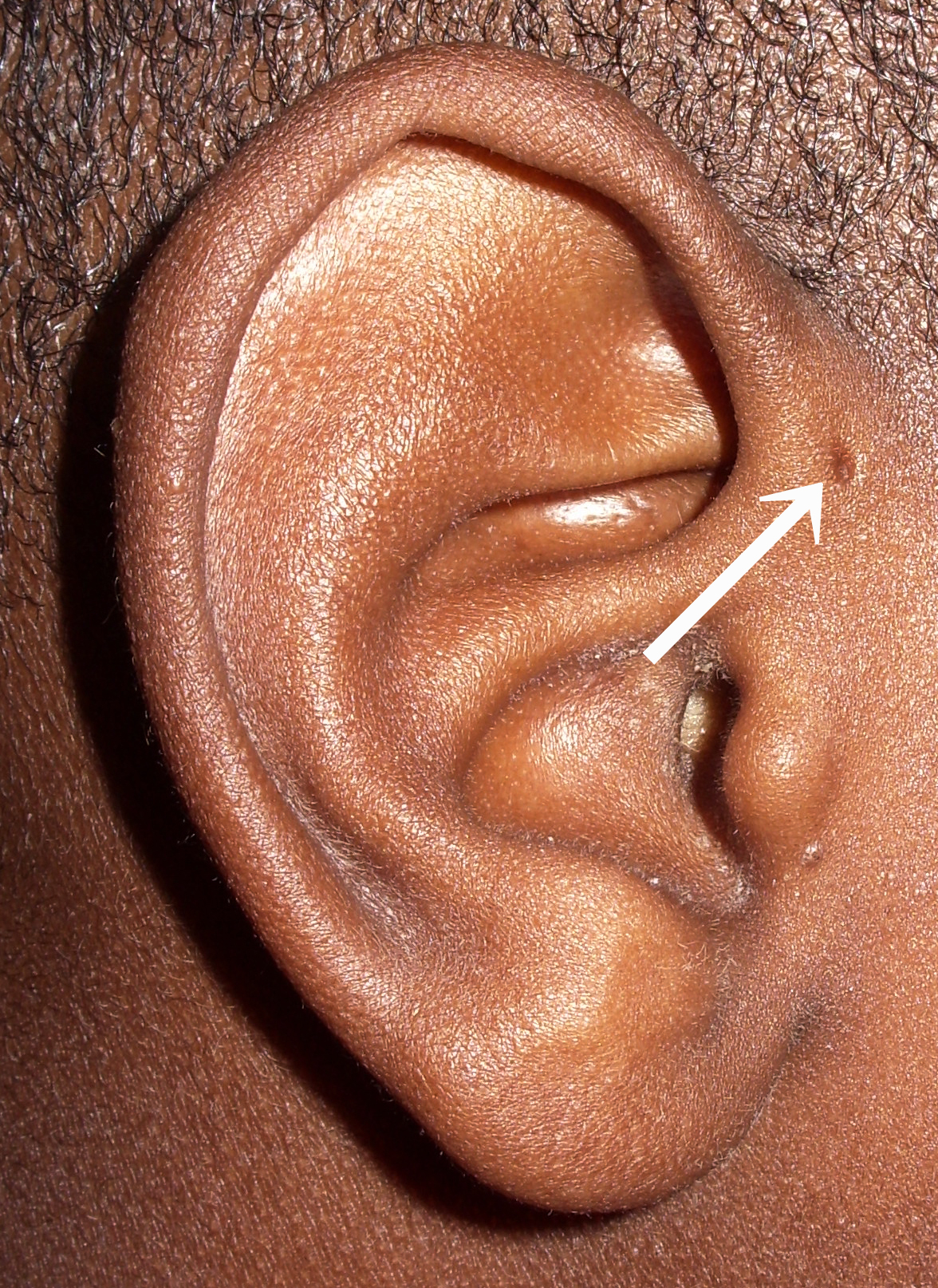
La fistule pré-hélicéenne chez l'homme est une anomalie congénitale résultant d'un défaut de fusion du premier arc branchial.

Le mésenchyme local des arcs donne naissance aux muscles de la tête et du cou. Les dents de la mâchoire inférieure sont un tissu issu de l'interaction entre épithélium et mésenchyme du 1er arc branchial.
Le processus maxillaire et le cartilage de Meckel sont appelés à disparaître, exception faite de deux petits segments situés à leurs extrémités dorsales, qui persistent et vont former respectivement l'enclume et le marteau. Cette première paire d'arcs (appelés « arcs mandibulaires »), innervée par le nerf trijumeau V, va donner le ventre antérieur du muscle digastrique, le tenseur du voile du palais (ou péristaphylin externe), les muscles masticateurs et le mylo-hyoïdien (muscle paire du plancher oral). Le premier arc est par ailleurs vascularisé par le premier arc aortique : l'artère maxillaire.
Le cartilage du deuxième arc (cartilage de Reichert), appelé « arc hyoïde » donne naissance à l'étrier, à l'apophyse styloïde du temporal, au ligament stylo-hyoïdien et par sa partie ventrale, à la petite corne ainsi qu'à la partie crâniale de l'os hyoïde. Cette deuxième paire d'arcs, innervée par le nerf facial VII, va aussi donner le ventre postérieur du digastrique et les muscles peauciers. Ce deuxième arc sera vascularisé par l'artère stapédienne, qui donnera dans le futur les artères carotide interne et externe.
Le cartilage du troisième arc, dit « arc thyroïdien », innervé par le nerf glosso-pharyngien IX, donne la partie caudale du corps et la grande corne de l'os hyoïde. Les muscles constricteur supérieur du pharynx et stylo-pharyngien en sont les dérivés. Enfin, cet arc est vascularisé par le troisième arc aortique, l'artère carotide interne.
Le cartilage du quatrième arc, innervé par le nerf laryngé supérieur et du nerf vague X, donnera le cartilage thyroïde et les muscles crico-thyroïdien et constricteurs moyen et inférieur du pharynx. À droite, l'arc est vascularisé par l'artère subclavière, et à gauche par la crosse de l'aorte.
Le cartilage du sixième arc, innervé par le nerf laryngé inférieur (ou récurrent) et du nerf spinal XI forme les cartilages cricoïde et aryténoïde du larynx. Les dérivés musculaires sont les muscles intrinsèques du larynx (sauf le crico-thyroïdien). Le sixième arc est lui innervé par l'artère pulmonaire.
Le développement de la face et du cou est fortement influencé par l'évolution des arcs branchiaux et de leurs dérivés.
Les sillons ectodermiques, au nombre de 4, vont disparaître à la suite de la flexion cervicale sauf le premier sillon qui persistera et donnera l'épithélium du conduit auditif externe et une partie de la membrane du tympan. Le 2,3 et 4ème sillon vont donc être recouvert par la deuxième paire d'arcs et vont former le sinus cervical qui disparaîtra lors de la croissance sauf cas pathologique.
Les poches endodermiques, au nombre de 5, vont donner pour la première, la trompe eustache, l'oreille moyenne et la cavité tympanique. La deuxième, quant à elle, va donner les tonsilles palatines (ou amygdales), les ganglions lymphatiques et persistera pour donner la loge amygdale. Ensuite, la troisième donnera le futur thymus, une partie de la thyroïde et la partie inférieure des glandes parathyroïdes qui vont au cours du développement migrer caudalement (vers le bas) et médialement. En revanche, la quatrième poche, qui donne les parathyroïdes supérieures, est atrophiée chez l'homme. Et enfin, la cinquième poche, qui est un diverticule de la quatrième, va donner le corps ultimo-branchial, à l'origine des cellules claires de la glande thyroïde (cellules qui produisent la calcitonine pour la formation osseuse).

## Pathologie
- Anomalie branchiale
  - Résidu branchial